# Francesco Sannino
Francesco Sannino (født 9. februar 1968) er en italiensk teoretisk fysiker og professor ved Syddansk Universitet. Han forsker i emner relateret til effektive feltteorier og deres anvendelse i relaterede forskningsområdersom såsom kvantekromodynamik. Han forsker også i standardmodellen og kvantefeltteori.
Efter at have studeret på universitetet i Napoli i 1992, læste han en ph.d. på Syracuse University og universitetet i Napoli. Han færdiggjorde sin grad i 1997. Han blev herefter forskingsassistent på Yale University, og i 2000 flyttede han til NORDITA. Han blev ansat som lektor på Niels Bohr Instituttet ved Københavns Universitet i Danmark. Han var også tilknytte CERN i 2007 og blev ansat som professor på Syddansk Universitet.
I 2009 blev forskningscentret CP3-Origins etableret af Danmarks Grundforskningsfond på Syddansk Universitet under ledelse af Sannino.
I 2010 modtog han EliteForsk-prisen af Forskningsministeriet.